# Karlštejn
För slottet i orten, se Karlstein.
Karlštejn (tyska: Karlstein) är en köping i Tjeckien. Den ligger i distriktet Beroun i regionen Mellersta Böhmen, i den centrala delen av landet, sydväst om Prag. Karlštejn ligger 345 meter över havet och antalet invånare är 807.
Orten är mest känd för sitt slott, som orten växte fram omkring under medeltiden. Idag är turism den huvudsakliga näringen och orten har flera restauranger och museer som vänder sig till slottets besökare.
Karlštejn har en station på järnvägen mellan Prag och Plzeň.